# Golfőrültek 2.
A Golfőrültek 2. (eredeti cím: Caddyshack II) 1988-ban bemutatott amerikai filmvígjáték, a Golfőrültek című mozifilm folytatása. Az élőszereplős játékfilm rendezője Allan Arkush, producere Neil Canton, Peter Guber és Jon Peters.  forgatókönyvet Harold Ramis és Pj Torokvei írta, a zenéjét Ira Newborn szerezte. A mozifilm a Columbia Pictures gyártásában készült, a Warner Bros. forgalmazásában jelent meg.
Amerikában 1988. július 22-én mutatták be a mozikban, Magyarországon 1993. április 25-én az HBO-n vetítették le a televízióban.

## Szereplők
| Színész            | Szereplő                   | Magyar hang     |
| ------------------ | -------------------------- | --------------- |
| Jackie Mason       | Jack Hartounian            | Beregi Péter    |
| Chevy Chase        | Ty Webb                    | Józsa Imre      |
| Dan Aykroyd        | Tom Everett kapitány       | Kerekes József  |
| Randy Quaid        | Peter Blunt                | Rosta Sándor    |
| Jessica Lundy      | Kate Hartounian            | Györgyi Anna    |
| Robert Stack       | Chandler Young             | Bitskey Tibor   |
| Dina Merrill       | Cynthia Young              | Gyimesi Pálma   |
| Dyan Cannon        | Elizabeth                  | Gór Nagy Mária  |
| Jonathan Silverman | Harry                      | Görög László    |
| Brian McNamara     | Todd Young                 | Várnai Szilárd  |
| Marsha Warfield    | Royette Tyler              | Szabó Éva       |
| Paul Bartel        | Mr. Jamison                | Papp János      |
| Chynna Phillips    | Mary Frances „Miffy” Young | Szabó Gabi      |
| Anthony Mockus Sr. | Mr. Pierpont               | Makay Sándor    |
| Bibi Osterwald     | Mrs. Pierpont              | eredeti nyelven |
| Eredeti hang       | Szereplő                   | Magyar hang     |
| Frank Welker       | Ürge                       | saját hangján   |